# ورزشگاه حمد کبیر
ورزشگاه حمد کبیر (عربی: استاد حمد الکبیر) یک ورزشگاه چند منطوره در دوحه، قطر است.
این ورزشگاه که در سال ۲۰۰۶ ساخته شده دارای ۱۳٬۰۰۰ نفر ظرفیت می‌باشد و ورزشگاه خانگی باشگاه فوتبال العربی قطر می‌باشد. این ورزشگاه در طول بازی‌های آسیایی ۲۰۰۶ به طور گسترده مورد استفاده قرار گرفت و محل برگزاری چندین ورزش از جمله فوتبال، تنیس روی میز، راگبی هفت نفره و شمشیربازی بود.